# Monestir d'Ubisi
El monestir d'Ubisi, també conegut com a monestir de Sant Jordi d'Ubisi (en georgià: უბისის მონასტერი), és un complex monàstic de l'Església ortodoxa de Geòrgia del segle IX situat a la regió d'Imerècia de Geòrgia, a la població d'Ubisi.

## Història
Fundat per Grigol de Khandzta (759-861), inclou edificis del segle xii i és famós per les seves pintures de frescs romanes d'Orient del segle xiv.

### El fundador
Grigol de Khandzta (en georgià: გრიგოლ ხანძთელი, Grigol Khandzteli, 759 - 5 d'octubre de 861) va ser una figura eclesiàstica georgiana prominent i fundador i líder de nombroses comunitats monàstiques. Nascut en una família aristocràtica de Kartli, Grigrol es va criar a la cort del príncep Narses d'Ibèria, l'esposa del qual era la tia paterna de Grigol. Va deixar la seva llar quan era jove i es va convertir en monjo de la regió de Klardjètia. El 1911 l'investigador d'art S. Gorgadze va deixar una descripció científica del monestir. En la seva opinió, la construcció del complex del monestir d'Ubisi es va fundar originàriament en el segle ix, quan l'alliberament de la dominació àrab a Geòrgia es va portar a terme a gran escala mitjançant la construcció de centres monàstics i educatius, liderats per la figura eclesiàstica de Grigol Khandzteli.

## Arquitectura
El temple és del tipus de planta de saló. El nucli principal n'és l'edifici principal al centre de la tanca, amb els edificis del sud, oest i nord. Una inscripció indica que l'«edifici d'aquesta torre va ser construït per Simó Chkondideli el 1141, quan Demetri estava en possessió de mi».

### Pintures al fresc
Al segle xiv i durant el mandat del rei Jordi V de Geòrgia, es va pintar el temple; en examinar les inscripcions, les pintures de la paret del mur indiquen que van ser realitzades per l'artista Daimyan, però l'acadèmic V. Beridze creu que el gran artista pintor únicament hi és anomenat i qui les va pintar realment va ser el seu deixeble Gerasime. Es poden trobar representacions de l'Anunciació, Diumenge de Rams, la Crucifixió, la Resurrecció, el Baptisme de Jesús i d'altres. Dels frescs es distingeixen el de «Sant Jordi» i «L'últim sopar».

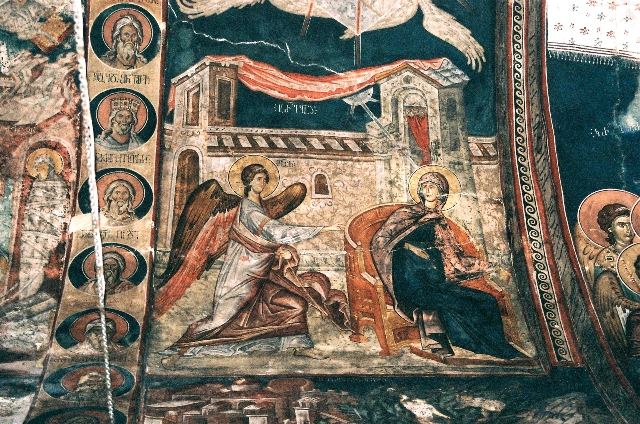
L'Anunciació
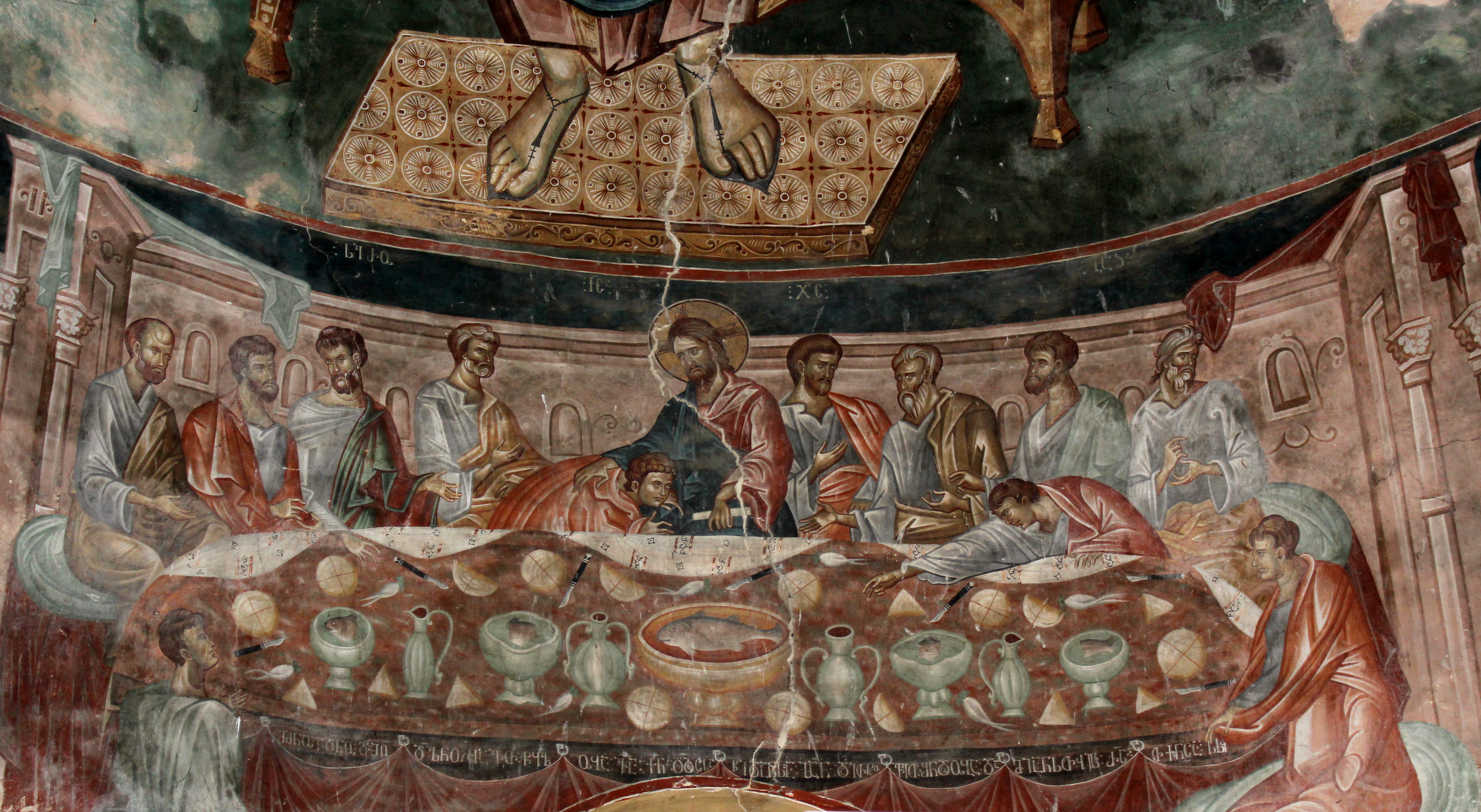
L'últim sopar
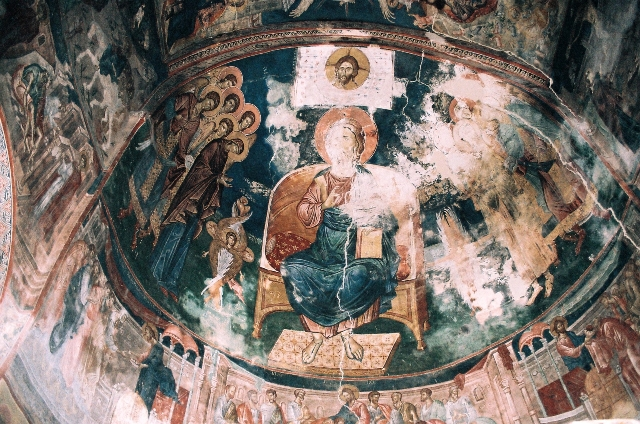
El Salvador